# Catedral de San Martín (Rotemburgo del Néckar)
La Catedral de San Martín (en alemán: Dom St. Martin) es el nombre que recibe un edificio religioso perteneciente a la Iglesia católica y funciona como la catedral en Rottenburg am Neckar (Rotemburgo del Néckar) en Alemania, dedicada a Martín de Tours. Es la principal catedral de la diócesis de Rotemburgo-Stuttgart ya que la diócesis también tiene un concatedral la catedral de Stuttgart.
Empezó como una capilla en 1280,  La iglesia parroquial se encontraba todavía en el pueblo Sülchen antes de que se uniera a la ciudad, y fuese dedicada a San Martín. En el incendio en 1644 se hizo necesaria una reconstrucción fundamental que  se completó el 8 de septiembre de 1655. En esta ocasión, la iglesia era barroca, los pilares fueron reforzados y una bóveda fue recuperada. La disposición asimétrica se mantuvo.